# Europa Universalis: Rzym
Europa Universalis: Rzym (Europa Universalis: Rome) – komputerowa strategiczna gra czasu rzeczywistego osadzona w epoce starożytnej, wyprodukowana i wydana w 2008 roku przez Paradox Interactive. Gracz kieruje wybraną spośród 53 grywalnych nacji w latach 280 p.n.e.–27 p.n.e., mając wpływ na wszystkie aspekty zarządzania państwem, począwszy od ekonomii i religii, a skończywszy na siłach zbrojnych. Jego celem jest zjednoczenie terenów wokół Morza Śródziemnego pod swoim przywództwem. 

## Tryby gry
Europa Universalis: Rzym oprócz trybu jednoosobowego oferuje też możliwość zmierzenia się do 32 graczy w grze wieloosobowej.

## Dodatki
19 listopada 2008 został wydany dodatek Vae Victis. Jedną z ważniejszych zmian w stosunku do podstawowej wersji gry jest wprowadzenie Senatu.